# Paddenstoel (wegwijzer)

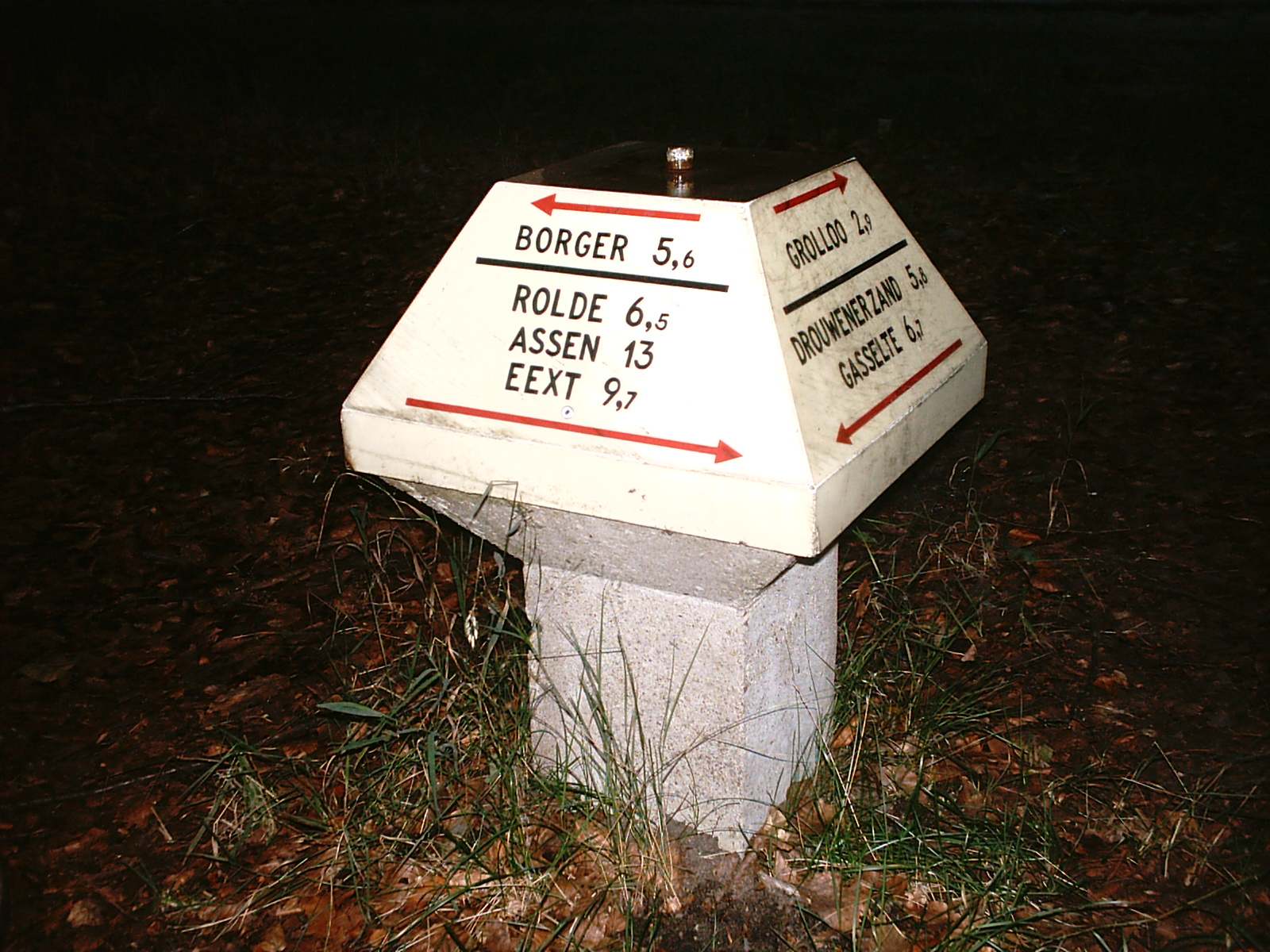
Paddenstoel tussen Borger en Rolde

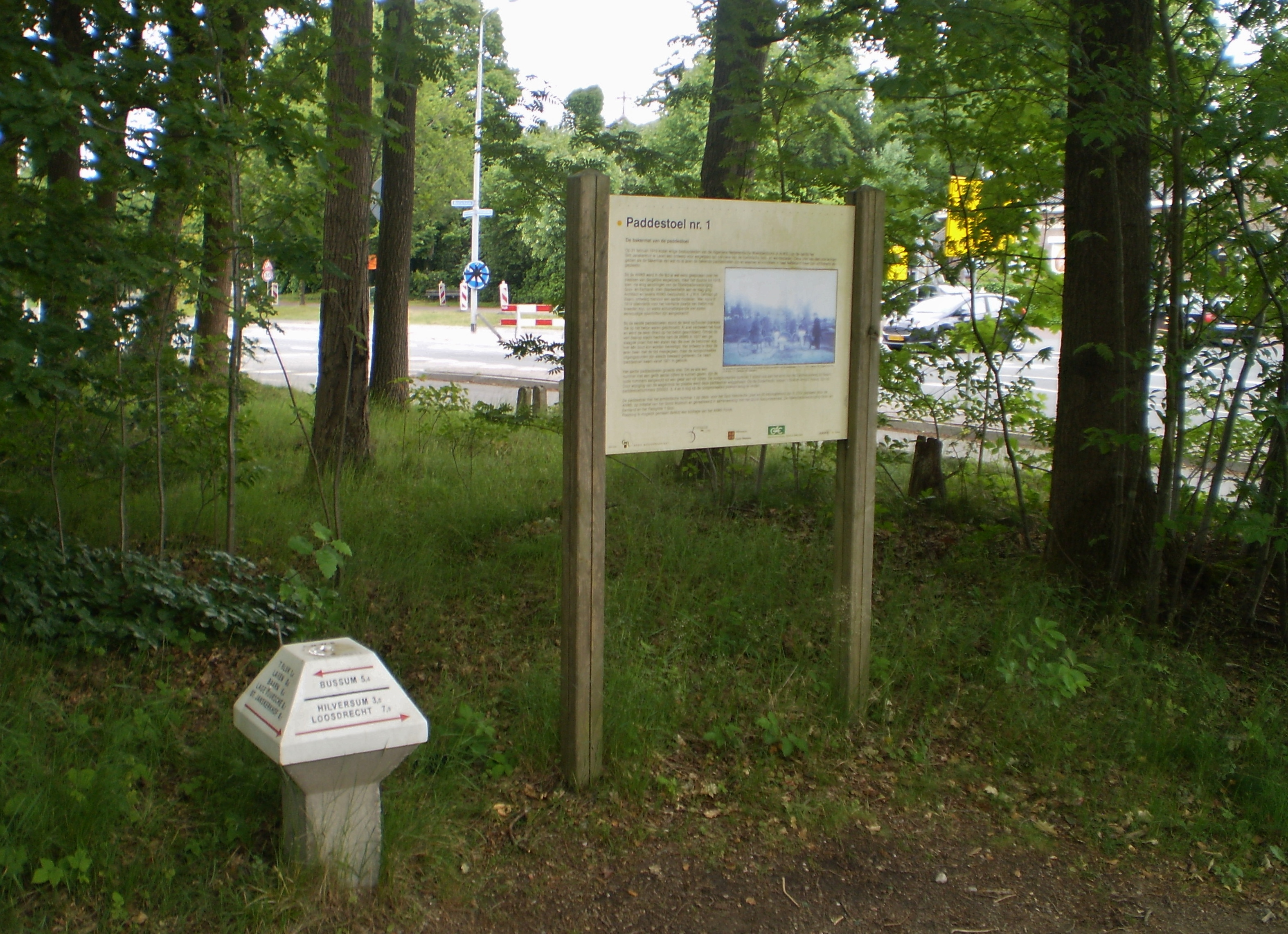
Replica van paddenstoel nr. 1 bij Museum Hofland in Laren

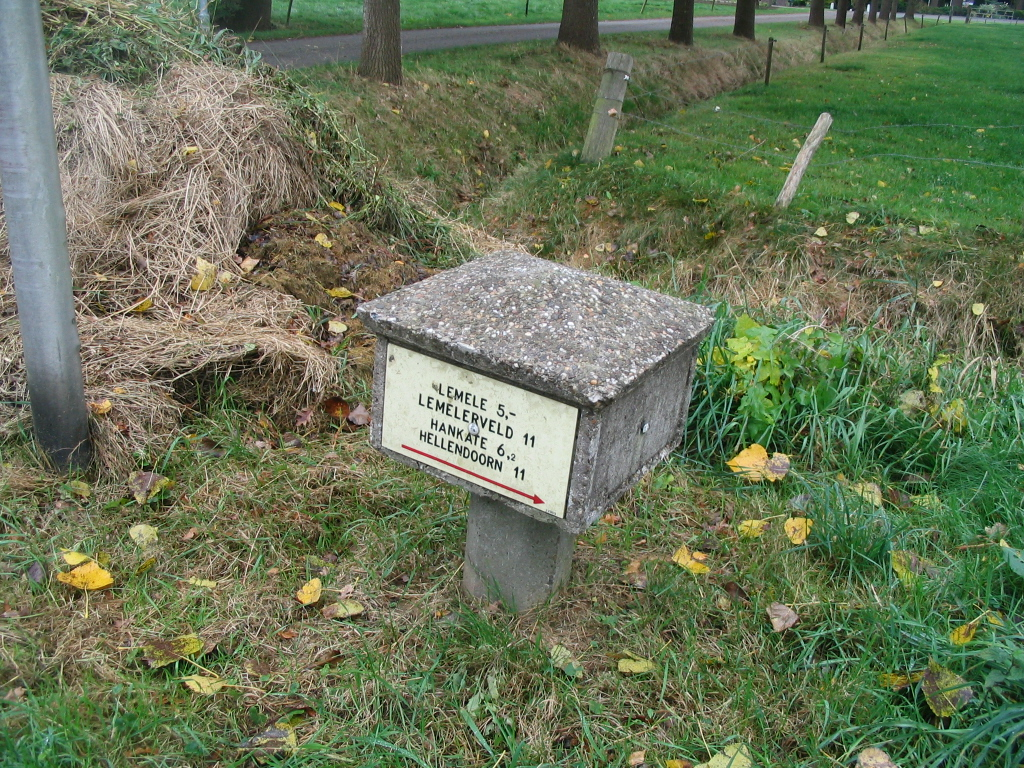
Model Boost

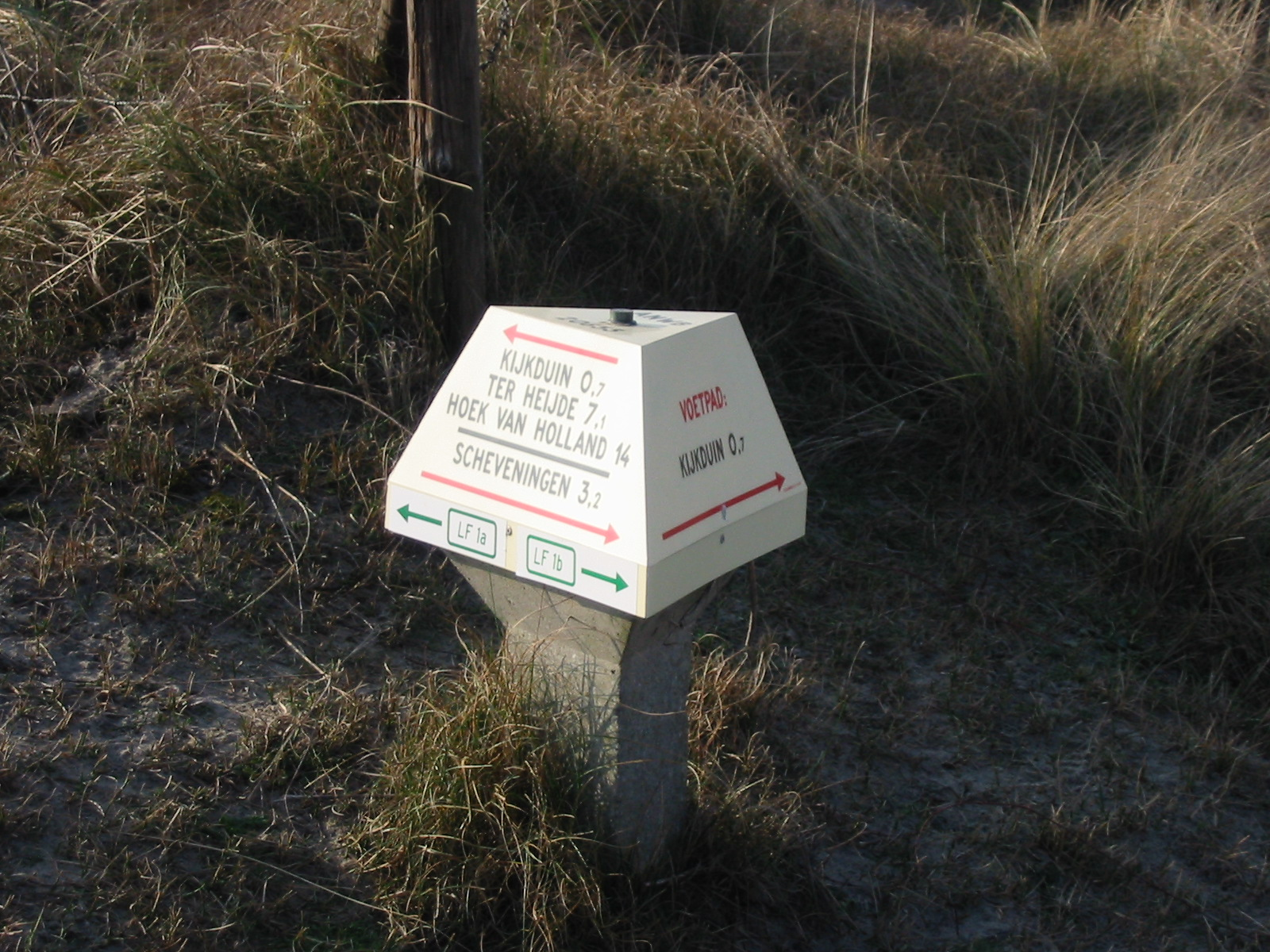
Een paddenstoel met een driehoekige vorm

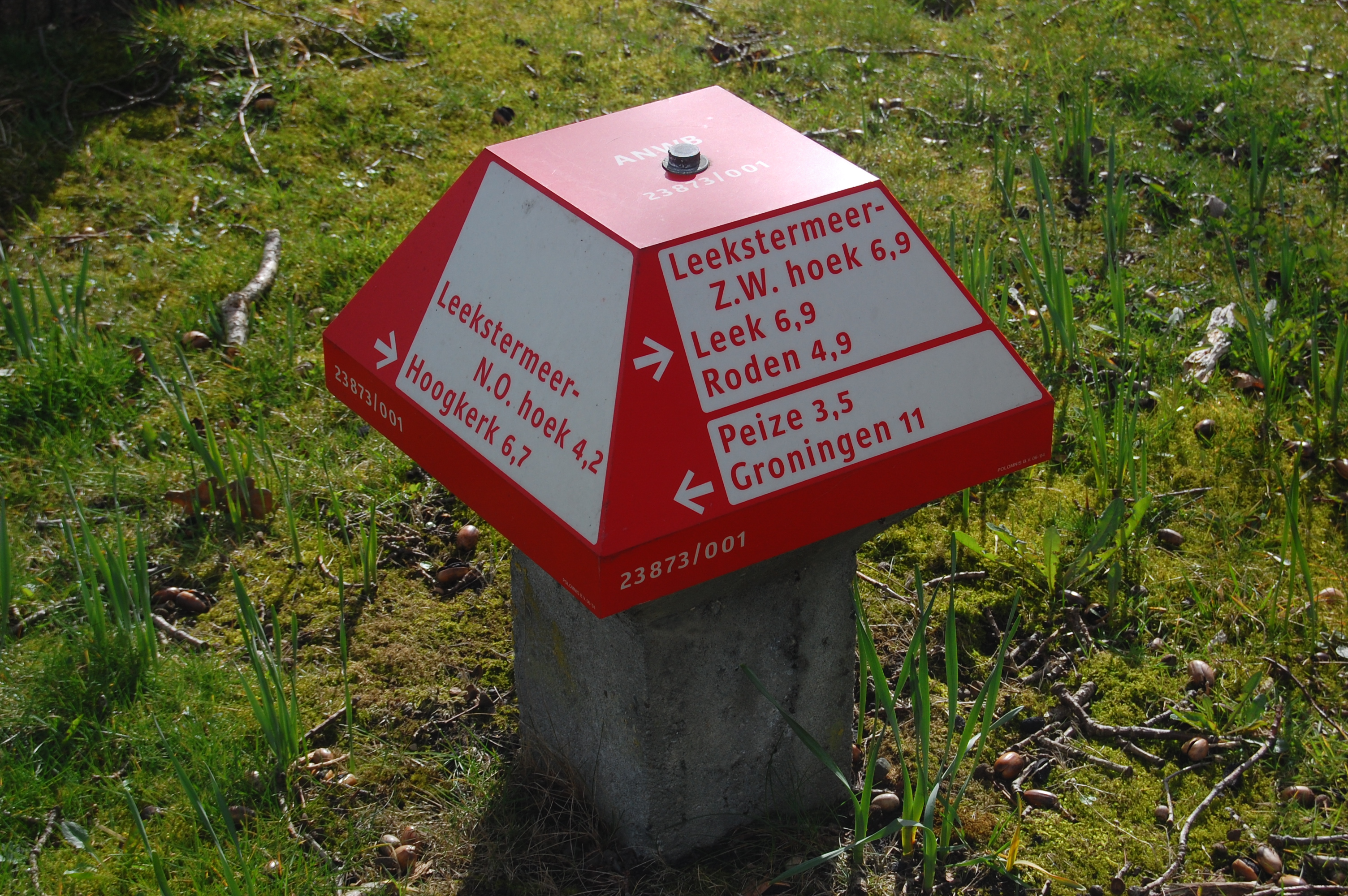
Nieuw model in Roderwolde

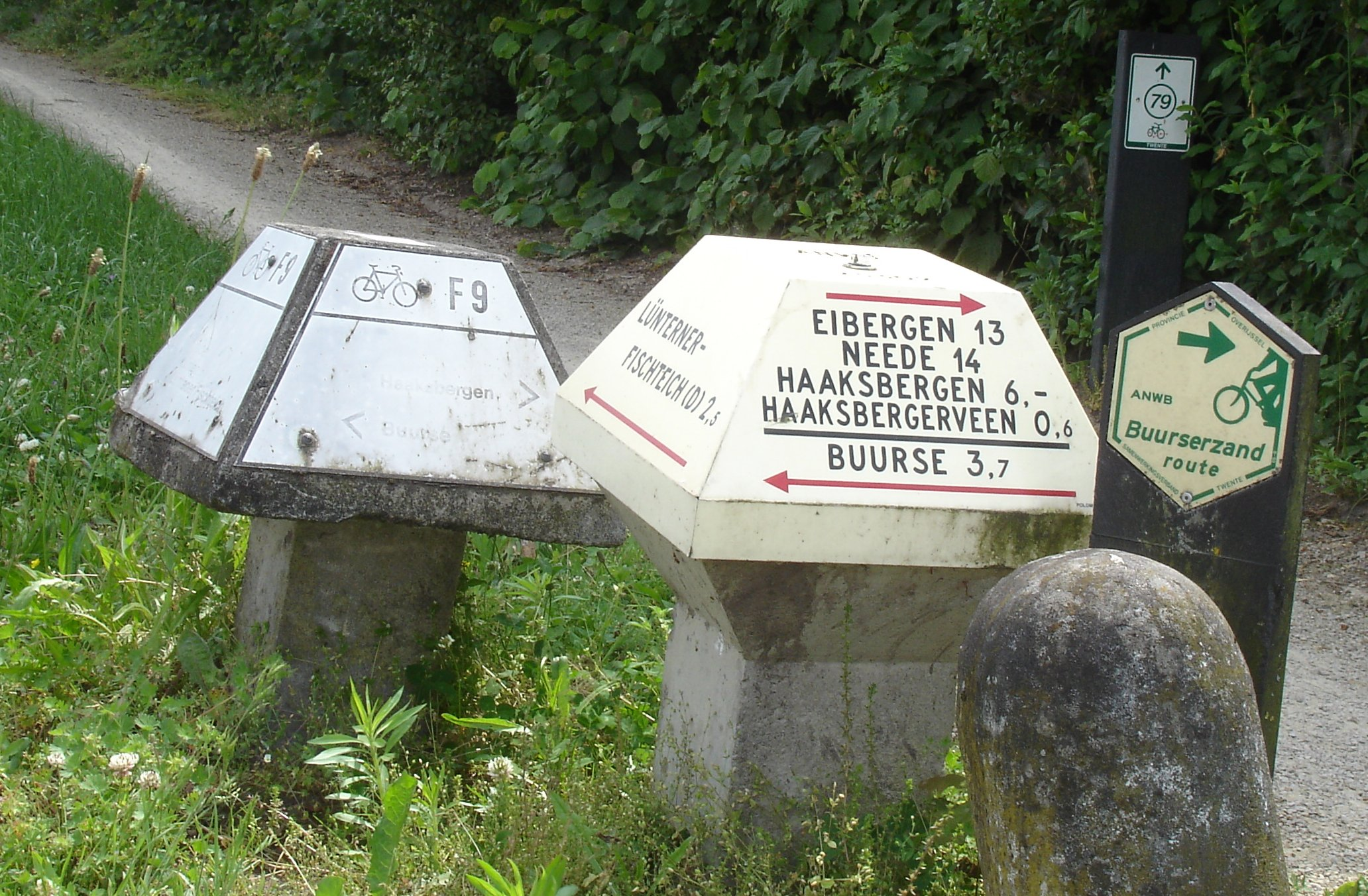
Een Duitse en een Nederlandse paddenstoel (in Nederland, ca. 100 m van de grens)

Een paddenstoel is een lage wegwijzer die in Nederland (en op sommige plaatsen in België en Duitsland) langs voetpaden en fietspaden gebruikt wordt, met name in natuurgebieden. Het grote voordeel van dit type wegwijzer is dat hij weinig stoort in het landschap. De naam verwijst naar de vorm van de natuurlijke paddenstoel.
De paddenstoelen worden geplaatst door de ANWB. Ze hebben, evenals de gewone ANWB-wegwijzers, een uniek nummer, dat vaak vermeld staat op kaarten en op routebeschrijvingen. De paddenstoelen zijn al fietsend niet zo goed af te lezen, dus kunnen ze alleen geplaatst worden waar door de fietsers langzaam gereden wordt, en waar het stilstaan met de fiets geen gevaar oplevert voor het overige verkeer.

## Geschiedenis
In 1919 werd de eerste paddenstoel door de ANWB geïntroduceerd. De eerste paddenstoel, met nummer 1, stond aan het eind van de Zandheuvelweg bij Baarn. Dit gebied was rond die tijd populair voor fietsers, en de  ANWB zette zich in om de fietsgebieden te ontsluiten. Een replica van paddenstoel nr. 1 staat in Laren en is daar geplaatst door het Goois Museum. De oorspronkelijke locatie was niet meer bruikbaar, door de aanleg van Rijksweg A1.
Het woord "paddenstoel" werd pas in 1921 in de notulen aangetroffen, tot die tijd werd er van "paaltjes" gesproken. De eerste paddenstoel werd ontworpen door ingenieur Johan Hendrik Willem Leliman uit Baarn. Hij was architect en tevens bestuurslid van de ANWB. Uit verschillende modellen koos het ANWB bestuur op 21 december 1919, tijdens een ontmoeting op de hei bij het Sint Janskerkhof in Laren, voor het "vierkante ontwerp paaltje van beton met den breeden kop, op welks schuinaflopende vier zijden eenvoudige opschriften zijn aangebracht". Aanvankelijk werden er houten plaatjes met tekst op de betonnen kop bevestigd. Na veel vernielingen werd vergeefs geprobeerd om de tekst rechtstreeks op het beton te schilderen, maar de verf hield niet goed. In 1927 werd een stalen kap over de betonnen kop geplaatst en werd bijna de helft van het beton weggelaten, waardoor het gewicht op 80 kg kwam. De opschriften werden nu beschadigd doordat fietsers er de voeten op zetten. In 1936 startte men een proef met afneembare aluminium platen met ingeperste tekst, die mislukte.

### Na 1945
Na de oorlog werd een nieuw model "Boost", genoemd naar A. G. M. Boost, directeur Wegen en Verkeer, geplaatst. Dit heeft verticale zijvlakken, die uiteindelijk toch minder prettig afleesbaar bleken. Bovendien was het verwisselen van de platen tijdrovender. Rond 1955 greep men terug op de kop met schuine zijden, waarover een emaille kap werd geplaatst. Ook dat was geen succes en begin jaren 1960 werden de stalen kappen weer geschilderd. In 1982 werd de kunststofkap ingevoerd, met de tekst niet op maar in het materiaal. Later werd ook overgeschakeld op een basis die van kunststof is vervaardigd.

### Na 2000
Een vernieuwing van het ontwerp had plaats in 2003. De oorspronkelijke vorm bleef in stand, maar de kleur werd rood met de tekst op witte vlakken. De letter is ontworpen door Gerard Unger, grafisch ontwerper en letterontwerper. Volgens de ANWB wees onderzoek uit dat deze letter het snelste leest. In 2005 stonden er in Nederland ongeveer 5500 paddenstoelen. De nummering wijzigde tweemaal. Eerst zijn alle bestaande nummers opgehoogd met 20000 waarna vervolgens verder werd genummerd en in 2003 werd gestart vanaf 60000.
In 2012 droeg de ANWB het beheer van de paddenstoelen over aan de Nationale Bewegwijzeringsdienst nadat ze de bewegwijzing als taak was kwijtgeraakt.
Volgens de Fietsrouteplanner van de Fietsersbond stonden er in 2019 in Nederland 5987 paddenstoelwegwijzers. Ze waren per provincie als volgt verdeeld: 
- Gelderland: 1662 paddenstoelen
- Overijssel: 1226 paddenstoelen
- Drenthe: 1064 paddenstoelen
- Brabant: 552 paddenstoelen
- Friesland: 372 paddenstoelen
- Utrecht: 276 paddenstoelen
- Noord-Holland: 227 paddenstoelen
- Groningen: 215 paddenstoelen
- Zuid-Holland: 120 paddenstoelen
- Limburg: 61 paddenstoelen
- Flevoland: 33 paddenstoelen
- Zeeland: 2 paddenstoelen